# Tienhoven aan de Lek
Tienhoven aan de Lek of kortweg Tienhoven is een dorp en voormalige gemeente in de gemeente Vijfheerenlanden, in de Nederlandse provincie Utrecht. Met 805 inwoners was Tienhoven aan de Lek op 1 januari 2021 de woonplaats met het laagst aantal inwoners binnen de gemeente Vijfheerenlanden.
Tienhoven aan de Lek ligt aan de westkant van de plaats Ameide en in het verlengde van het dorp Langerak aan de zuidelijke kant van de rivier de Lek. In 2023 telde het dorp ruim 805 inwoners. Onder het dorp valt een deel van de buurtschap Hoogewaard.
Bij de vorming van de gemeentes op 1 januari 1812 werd Tienhoven bij de gemeente Ameide gevoegd. Per 1 april 1817 werd het een zelfstandige gemeente onder de naam Tienhoven (ZH). Op 1 januari 1986 werd Tienhoven bij de toen nieuw gevormde gemeente Zederik gevoegd. Hierdoor kwam een einde aan de zelfstandigheid van de tot dan toe zelfstandige Zuid-Hollandse gemeente Tienhoven. Per 1 januari 2019 zijn de Zuid-Hollandse gemeenten Zederik, Leerdam en de Utrechtse gemeente Vianen samengevoegd tot de nieuwe gemeente Vijfheerenlanden, die bij de provincie Utrecht werd ingedeeld.
Tot 1 januari 2019 heette dit dorp van oudsher kortweg "Tienhoven", maar vanwege de gemeentelijke herindeling werd de toevoeging "aan de Lek" aangebracht om verwarring te voorkomen met twee andere nederzettingen in de provincie Utrecht: de woonplaats Tienhoven in de gemeente Stichtse Vecht (voordien in de gemeente Maarssen) en de buurtschap Tienhoven bij Everdingen, eveneens in de gemeente Vijfheerenlanden (voordien in de gemeente Vianen).

## Dorpsbeeld
Kenmerkend voor het dorp is de (nu protestantse) kerk die in een bocht in de dijk ligt. Bij restauratiewerkzaamheden aan de kerk kwamen bouwfragmenten tevoorschijn uit de laat-Karolingische tijd (9e of 10e eeuw). In de kerk worden alleen in het zomerseizoen diensten gehouden. Opvallend is de afwezigheid van een orgel. De gemeentezang wordt begeleid door koperblazers.
De eigenlijke kern van Tienhoven is relatief klein en ligt rond de kerk. Een tweede bebouwde kom ligt tegen Ameide aan. Tussen deze beide kommen staat het landgoed Herlaar. Op deze plek stond in de middeleeuwen het Huis Herlaar.

## Monumenten
- Lijst van rijksmonumenten in Vijfheerenlanden
- Lijst van gemeentelijke monumenten in Vijfheerenlanden

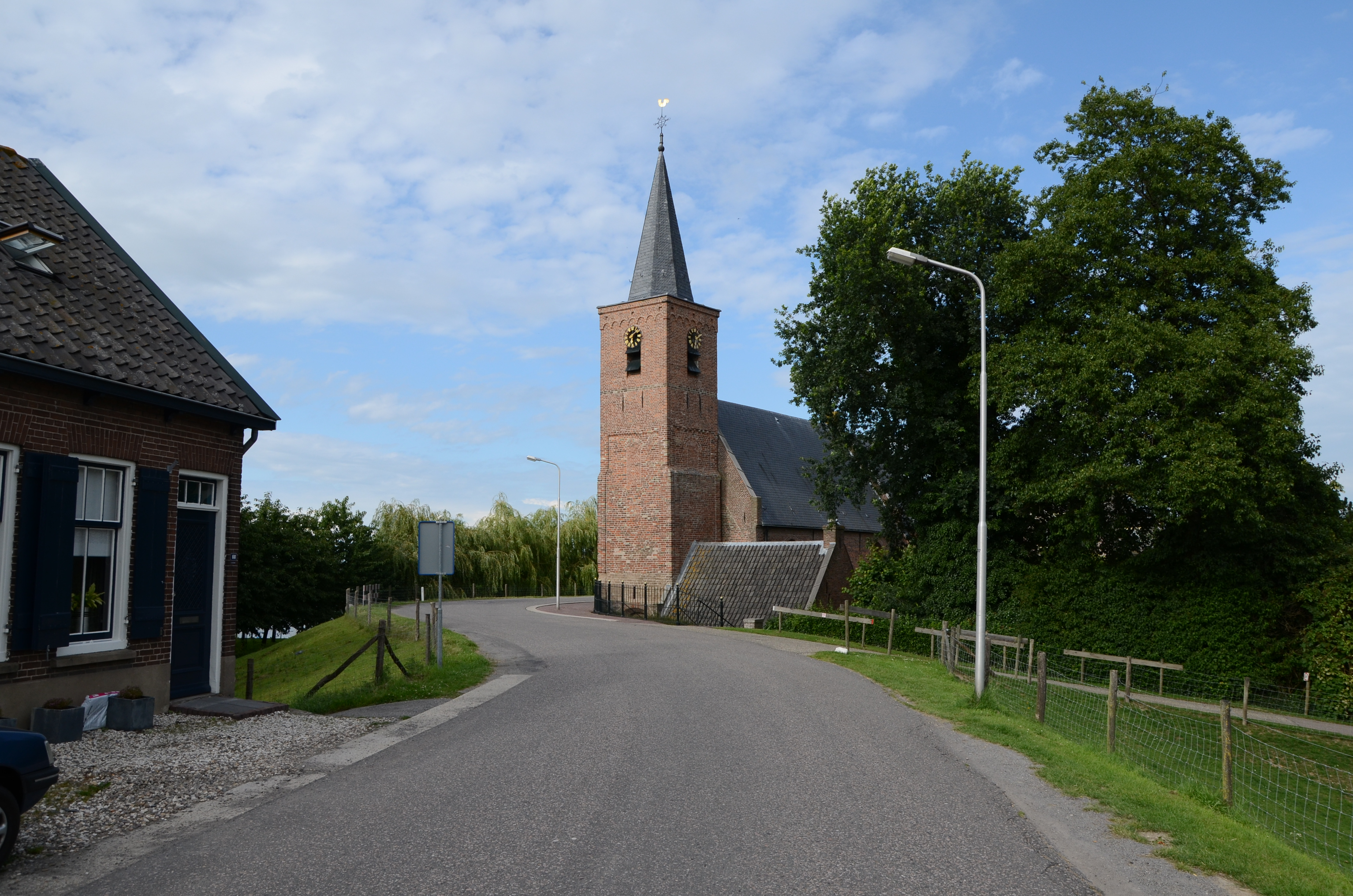
De kerk aan de dijk
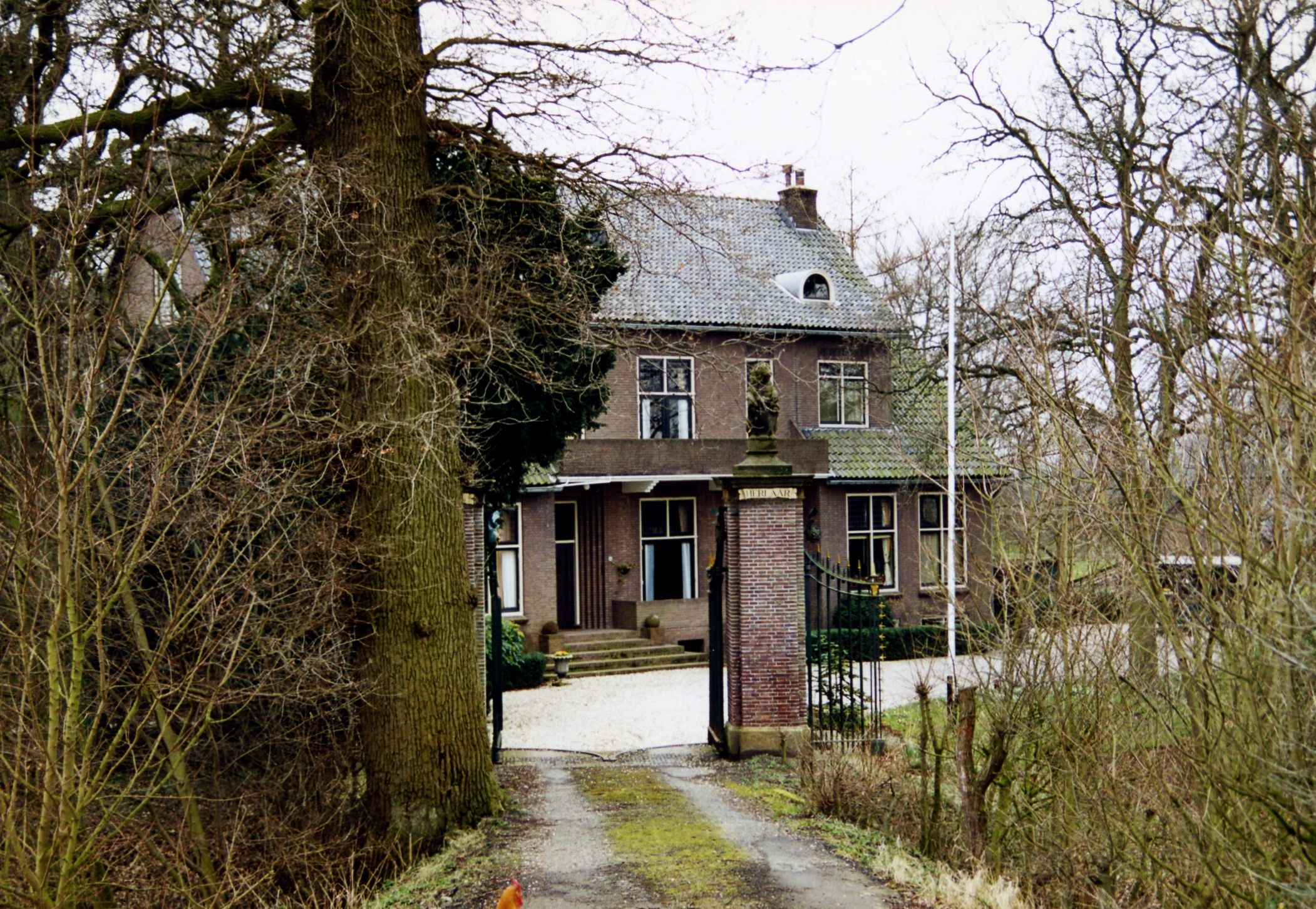
Het huis Herlaar
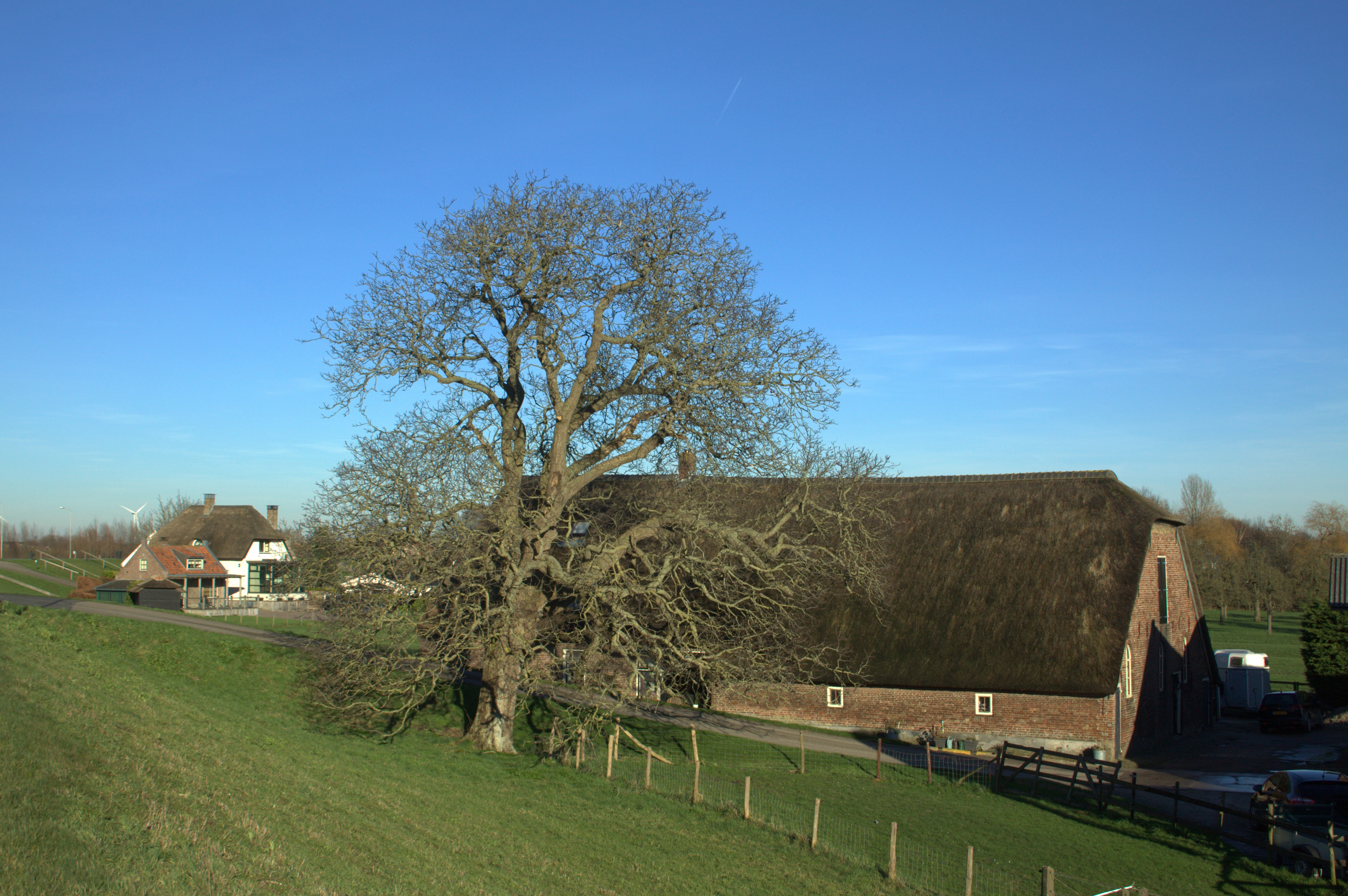
Een langhuisboerderij

## Recreatie
Aan de rand van de buurtschap Hoogewaard liggen de velden van de voetbalvereniging VV Ameide.
In Tienhoven bevindt zich een camping (de Koekoek) in de uiterwaarden van de rivier de Lek.

## Geboren in Tienhoven
- Ger van der Grijn (1924-2011), acteur
- Hans van Es (1930-2022), burgemeester